# Kaleb Canales
Victor Kaleb Canales (nacido el 7 de julio de 1978 en Laredo, Texas) es un entrenador  de baloncesto estadounidense que actualmente ejerce como asistente en los New York Knicks de la NBA.

## Trayectoria deportiva

### Primeros años
Se graduó en la Universidad de Texas en Arlington en la especialidad de quinesiología, y posteriormente se sacó un máster en liderazgo deportivo en la Universidad de la Mancomunidad de Virginia.
Comenzó su carrera como entrenador como asistente en el United High School de su ciudad natal en 2002, y al año siguiente ejerció el mismo papel en el Martin High School también de Laredo, regresando en 2003 a Texas-Arlington para ser el asistente durante una temporada.

### NBA
En 2005, Canales fue contratado como ayudante de vídeo por los Portland Trail Blazers, y finalmente fue contratado como coordinador de vídeo del equipo. En 2008 fue ascendido a entrenador asistente de Nate McMillan, el cual fue despedido el 15 de marzo de 2012, siendo nombrado entrenador interino hasta final de temporada. Se convirtió en el entrenador más joven de la liga en ese momento y en el primer estadounidense de origen mexicano en dirigir a un equipo de la NBA.
Siguió un año más en el equipo como asistente de Terry Stotts, y en el verano de 2013 aceptó la oferta de los Dallas Mavericks para desempeñar el mismo papel a las órdenes de Rick Carlisle.

## Estadísticas
| Equipo   | Temp.   | P  | V | D  | %V-D | Finalizó       | PP | VP | DP | %V-DP | Resultado   |
| -------- | ------- | -- | - | -- | ---- | -------------- | -- | -- | -- | ----- | ----------- |
| Portland | 2011-12 | 23 | 8 | 15 | .348 | 4º en Noroeste | —  | —  | —  | —     | No Playoffs |
| Total    |         | 23 | 8 | 15 | .348 |                | —  | —  | —  | —     |             |